# Communauté de communes du Pays de l'Ozon
La communauté de communes du Pays de l'Ozon (CCPO) est une communauté de communes française située dans le département du Rhône en région Auvergne-Rhône-Alpes.

## Historique
La communauté de communes du Pays de l'Ozon, créée par arrêté préfectoral le 26 novembre 1997, entre en vigueur le 1er janvier 1998, avec cinq communes : Saint-Symphorien-d'Ozon, Communay, Sérézin-du-Rhône, Simandres et Ternay. 
Le 1er janvier 2013, elle intègre les communes de Chaponnay et Marennes.

## Territoire

### Communes
La communauté de communes est composée des 7 communes suivantes :

| Nom                             | Code Insee | Gentilé        | Superficie (km2) | Population (dernière pop. légale) | Densité (hab./km2) |
| ------------------------------- | ---------- | -------------- | ---------------- | --------------------------------- | ------------------ |
| Saint-Symphorien-d'Ozon (siège) | 69291      | Ozonnais       | 13,37            | 6 076 (2022)                      | 454                |
| Chaponnay                       | 69270      | Chaponnaysards | 18,89            | 4 519 (2022)                      | 239                |
| Communay                        | 69272      | Communaysards  | 10,54            | 4 524 (2022)                      | 429                |
| Marennes                        | 69281      | Marennois      | 12,44            | 1 979 (2022)                      | 159                |
| Sérézin-du-Rhône                | 69294      | Sérézinois     | 3,97             | 3 057 (2022)                      | 770                |
| Simandres                       | 69295      | Simandrouilles | 10,45            | 1 886 (2022)                      | 180                |
| Ternay                          | 69297      | Ternaysards    | 8,06             | 5 582 (2022)                      | 693                |

## Administration
| Période                                  | Période | Identité          | Étiquette | Qualité |
| ---------------------------------------- | ------- | ----------------- | --------- | --- |
| 1998                                     | 2014    | Raymond Béal      | DVD       | Maire de Saint-Symphorien-d'Ozon (1983-2014)                                                                       |
| 2014                                     | 2020    | Jean-Jacques Brun | DVD       | Maire de Ternay (depuis 2008) et Conseiller départemental du Rhône (depuis 2015)                                   |
| 2020                                     |         | Pierre Ballesio   | DVD       | Maire de Saint-Symphorien-d'Ozon (depuis 2014) et ancien Vice président de la CCPO chargé des transports 2014-2020 |
| Les données manquantes sont à compléter. |         |                   |           | |

## Sport et culture

### Rugby
- Le siège de la Ligue régionale Auvergne-Rhône-Alpes de rugby est situé au 380 rue des Frères Voisin à Chaponnay.
- Le Comité de rugby Rhône-Métropole de Lyon est aussi situé au 380 rue des Frères Voisin à Chaponnay.
- Le Rugby Club du Pays d'Ozon (RCPO) est le club de rugby de la CCPO. Évoluant en promotion d'honneur (8e division). Situé au stade de rugby Robert Crépieux à Chaponnay, au stade de rugby Émile Bailly à Saint-Symphorien-d'Ozon, et au complexe sportif du Devès à Ternay.
- L'association de rugby "Les Verts Reluisants" est une équipe de vétérans. Situé au complexe sportif du Devès à Ternay.
- L'association de rugby "Les Crampons Aiguilles" est une équipe loisir féminine faisant autrefois partie du RCPO. Situé au complexe sportif du Devès à Ternay.